# تپه تل مهره اردل
تپه تل مهره اردل مربوط به هزاره سوم قم است و در اردل، شمال غرب شهر واقع شده و این اثر در تاریخ ۱۲ شهریور ۱۳۸۶ با شمارهٔ ثبت ۱۹۴۹۳ به‌عنوان یکی از آثار ملی ایران به ثبت رسیده است.